# Ashleigh Gentle
Ashleigh Gentle (* 25. Februar 1991 in Brisbane) ist eine australische Triathletin. Sie ist Junioren-Weltmeisterin (2010), Vizeweltmeisterin auf der Triathlon-Kurzdistanz (2017) und zweifache Olympiateilnehmerin (2016, 2020).

## Werdegang

### Triathlon seit 2005
Ashleigh Gentle startete 2005 im Alter von 14 Jahren bei ihrem ersten Triathlon. 2007 wurde sie in Hamburg Jugend-Vizeweltmeisterin im Triathlon und 2008 konnte sie diesen Erfolg wiederholen.

### Junioren-Weltmeisterin Triathlon 2010
2010 wurde sie in Peking Junioren-Weltmeisterin.
Im Juli 2014 startete Ashleigh Gentle zusammen mit Emma Moffatt, Emma Jackson, Aaron Royle, Dan Wilson und Ryan Bailie für Australien bei den Commonwealth Games und belegte in Glasgow den neunten Rang.
Bei ihrem ersten Start im Rahmen der Weltmeisterschaft-Rennserie wurde sie im Mai 2015 Zweite in Japan auf der olympischen Distanz (1,5 km Schwimmen, 40 km Radfahren und 10 km Laufen).

### Olympische Sommerspiele 2016
Ashleigh Gentle ging am 20. August in Rio de Janeiro bei den Olympischen Sommerspielen 2016 für Australien an den Start – zusammen mit Erin Densham und Emma Moffatt. Sie belegte nach einem Sturz mit dem Rad den 26. Rang.

In der ITU-Weltmeisterschafts-Rennserie 2016 belegte Ashleigh Gentle als zweitbeste Australierin hinter Charlotte McShane (Rang 8) den zehnten Rang.

### Vizeweltmeisterin Triathlon 2017
Im Juli 2017 wurde sie in Hamburg mit dem australischen Team Weltmeister im Mixed-Relay (gemischte Staffel) und im August holte sie sich in Montreal ihren ersten Sieg im Rahmen der Weltmeisterschaftsrennserie. Im neunten und letzten Rennen der Saison der ITU-Rennserie 2017 wurde die damals 26-Jährige in Rotterdam im September Sechste und damit Vizeweltmeisterin auf der Kurzdistanz.
Seit 2018 startet sie im Bahrain Elite Endurance Triathlon Team.
Bei der Weltmeisterschaftsrennserie 2018 wurde sie mit ihrem Sieg im letzten Rennen im September als beste Australierin Sechste in der Jahreswertung.
Im Juni 2021 wurde Ashleigh Gentle nominiert für einen Startplatz bei den Olympischen Sommerspielen 2021 in Tokyo – zusammen mit Emma Jeffcoat, Aaron Royle, Matthew Hauser, Jaz Hedgeland und Jacob Birtwhistle.
Anfang Juli 2022 gewann sie den Ironman 70.3 Andorra und drei Wochen später die Erstaustragung der PTO Canadian Open. Im September konnte sie auch die PTO United States Open für sich entscheiden.
Ashleigh Gentle war 2023 die Drittplatzierte der „Triathlon Money List“ – mit 323.821 US-Dollar an Preisgeldern hinter der Deutschen Anne Haug (335.788 US-Dollar) und dem Norweger Kristian Blummenfelt (325.775 US-Dollar).
Im April 2024 konnte die 33-Jährige den T100 Singapore (2 km Schwimmen, 80 km Radfahren und 18 km Laufen) für sich entscheiden. Am 8. Mai wird sie als Führende in der Weltrangliste der Professional Triathletes Organisation (PTO) geführt.
Ashleigh Gentle ist liiert mit dem Triathleten Joshua Amberger (* 1989).

## Sportliche Erfolge
| Datum/Jahr    | Rang | Wettbewerb                                          | Austragungsort | Zeit     | Bemerkung                                                                                         |
| ------------- | ---- | --------------------------------------------------- | -------------- | -------- | ------------------------------------------------------------------------------------------------- |
| 27. Juli 2024 | 1    | PTO T100 Triathlon World Tour                       | London         | 03:36:17 |                                                                                                   |
| 2023          | 1    | Noosa Triathlon                                     | Noosa          |          | neunter Sieg                                                                                      |
| 26. Okt. 2022 | 1    | Noosa Triathlon                                     | Noosa          | 01:57:26 |                                                                                                   |
| 31. Juli 2021 | 9    | Olympische Spiele 2020 Mixed Relay                  | Tokio          | 00:22:57 | in der Staffel mit Emma Jeffcoat, Matthew Hauser und Jacob Birtwhistle                            |
| 27. Juli 2021 | LAP  | Olympische Spiele 2020                              | Tokio          | –        | überrundet                                                                                        |
| 14. März 2020 | 3    | ITU Triathlon World Cup                             | Mooloolaba     | 00:58:13 |                                                                                                   |
| 3. Nov. 2019  | 1    | Noosa Triathlon                                     | Noosa          |          |                                                                                                   |
| 24. Sep. 2018 | 1    | Beijing International Triathlon                     | Peking         | 02:05:55 | [ 8 ]                                                                                             |
| 15. Sep. 2018 | 1    | ITU World Championship Series 2018                  | Gold Coast     | 01:52:00 | Grand Final                                                                                       |
| 15. Juli 2018 | 2    | ITU Sprint Triathlon World Championship Mixed Relay | Hamburg        |          | Vizeweltmeisterin im Team – zusammen mit Natalie Van Coevorden, Jacob Birtwhistle und Aaron Royle |
| 5. Apr. 2018  | 5    | Commonwealth Games 2018                             | Gold Coast     | 00:58:08 |                                                                                                   |
| 5. Nov. 2017  | 1    | Noosa Triathlon                                     | Noosa          | 01:59:11 | fünfter Sieg in Queensland                                                                        |
| 16. Sep. 2017 | 6    | ITU World Championship Series 2017                  | Rotterdam      | 02:02:00 | im letzten Rennen der Rennserie („Grand Final“) und damit Vizeweltmeisterin auf der Kurzdistanz   |
| 26. Aug. 2017 | 3    | ITU World Championship Series 2017                  | Stockholm      | 02:01:42 |                                                                                                   |
| 15. Juli 2017 | 1    | ITU World Championship Series 2017                  | Montreal       | 01:59:04 | erster Sieg im Rahmen der Weltmeisterschafts-Rennserie                                            |
| 17. Juli 2017 | 1    | ITU Sprint Triathlon World Championship Team        | Hamburg        |          | Team-Weltmeisterin – zusammen mit Jacob Birtwhistle, Matthew Hauser und Charlotte McShane         |
| 15. Juli 2017 | 2    | ITU World Championship Series 2017                  | Hamburg        | 00:59:31 |                                                                                                   |
| 13. Mai 2017  | 6    | ITU World Championship Series 2017                  | Yokohama       | 01:58:57 |                                                                                                   |
| 8. Apr. 2017  | 2    | ITU World Championship Series 2017                  | Gold Coast     | 00:58:07 |                                                                                                   |
| 11. März 2017 | 2    | ITU Triathlon World Cup                             | Mooloolaba     | 01:56:52 | Zweite hinter Emma Jackson                                                                        |
| 30. Okt. 2016 | 1    | Noosa Triathlon                                     | Noosa          | 02:02:26 |                                                                                                   |
| 20. Aug. 2016 | 26   | Olympische Spiele 2016                              | Rio de Janeiro | 02:01:44 |                                                                                                   |
| 7. Aug. 2016  | 2    | ITU Triathlon World Cup                             | Montreal       | 01:03:24 | Zweite hinter Flora Duffy                                                                         |
| 5. März 2016  | 2    | ITU World Championship Series 2016                  | Abu Dhabi      | 01:56:18 | Zweite im ersten Rennen der Saison                                                                |
| 1. Nov. 2015  | 1    | Noosa Triathlon                                     | Noosa          |          |                                                                                                   |
| 2. Aug. 2015  | 19   | ITU World Olympic Qualification Event               | Rio de Janeiro | 02:02:43 |                                                                                                   |
| 18. Juli 2015 | 14   | ITU World Championship Series 2015                  | Hamburg        | 00:58:31 |                                                                                                   |
| 16. Mai 2015  | 2    | ITU World Championship Series 2015                  | Yokohama       | 01:58:33 |                                                                                                   |
| 2. Nov. 2014  | 1    | Noosa Triathlon                                     | Noosa          |          | Siegerin vor der Kanadierin Paula Findlay                                                         |
| 2. Nov. 2014  | 1    | Safeguard 5150 Philippines                          | Kamana Resort  |          |                                                                                                   |
| 24. Juli 2014 | 9    | Commonwealth Games 2014                             | Glasgow        | 02:03:24 |                                                                                                   |
| 4. Nov. 2013  | 1    | Noosa Triathlon                                     | Noosa          |          |                                                                                                   |
| 10. März 2012 | 2    | OTU Triathlon Oceania Championships                 | Devonport      | 01:57:26 | Ozeanische Vizemeisterin                                                                          |
| 10. Juli 2011 | 1    | ITU Triathlon World Cup                             | Edmonton       | 02:00:14 | Siegerin auf der olympischen Distanz (1,5 km Schwimmen, 40 km Radfahren und 10 km Laufen)         |
| 12. März 2011 | 3    | OTU Triathlon Oceania Championships                 | Wellington     | 02:06:05 | Ozeanische Triathlon-Meisterschaft                                                                |
| 8. Sep. 2010  | 1    | ITU Triathlon World Championship Junior Women       | Budapest       | 00:57:47 | Triathlon-Weltmeisterin bei den Juniorinnen                                                       |
| 5. Juni 2008  | 2    | ITU Triathlon World Championship Junior Women       | Vancouver      | 01:04:43 | Triathlon-Vizeweltmeisterin bei den Juniorinnen                                                   |
| 30. Aug. 2007 | 2    | ITU Triathlon World Championship Junior Women       | Hamburg        | 00:59:54 | Triathlon-Vizeweltmeisterin bei den Juniorinnen                                                   |

| Datum/Jahr    | Rang | Wettbewerb                          | Austragungsort  | Zeit     | Bemerkung                                                                          |
| ------------- | ---- | ----------------------------------- | --------------- | -------- | ---------------------------------------------------------------------------------- |
| 9. Aug. 2025  | 7    | T100 London                         | London          | 03:42:57 | 2 km Schwimmen, 80 km Radfahren und 18 km Laufen                                   |
| 5. Apr. 2025  | 6    | T100 Singapur                       | Singapur        | 03:55:12 | [ 14 ]                                                                             |
| 14. Dez. 2024 | 3    | Ironman 70.3 World Championships    | Taupō           | 04:03:01 | Ironman 70.3 World Championships 2024                                              |
| 28. Sep. 2024 | 4    | T100 Ibiza                          | Ibiza           | 03:36:01 |                                                                                    |
| 27. Juli 2024 | 1    | T100 London                         | London          | 03:36:17 |                                                                                    |
| 13. Apr. 2024 | 1    | T100 Singapore                      | Singapur        | 03:44:23 |                                                                                    |
| 7. Okt. 2023  | 1    | Ironman 70.3 Langkawi               | Langkawi        | 04:10:17 | Ironman 70.3 Asia Pacific Championship                                             |
| 8. Aug. 2023  | 2    | PTO US Open                         | Milwaukee       |          | hinter Taylor Knibb                                                                |
| 11. Juni 2023 | 2    | Ironman 70.3 Switzerland            | Rapperswil-Jona | 04:06:56 | hinter Daniela Ryf                                                                 |
| 6. Mai 2023   | 2    | PTO European Open                   | Ibiza           | 03:40:30 | hinter der Deutschen Anne Haug (2 km Schwimmen, 80 km Radfahren und 18 km Laufen)  |
| 17. Sep. 2022 | 1    | PTO US Open                         | Dallas          | 03:37:18 |                                                                                    |
| 24. Juli 2022 | 1    | PTO Canadian Open                   | Edmonton        | 03:30:54 |                                                                                    |
| 3. Juli 2022  | 1    | Ironman 70.3 Andorra                | Andorra         | 04:53:42 |                                                                                    |
| 26. Juni 2022 | 2    | Ironman 70.3 European Championships | Helsingør       | 04:08:44 | Zweite der Ironman 70.3 European Championships beim Ironman 70.3 Kronborg-Elsinore |
| 11. März 2022 | 1    | Clash Miami                         | Miami           | 02:59:41 | 1,7 km Schwimmen, 64,7 km Radfahren und 16,9 km Laufen                             |

(DNF – Did Not Finish; LAP – Überrundet)